# Cryosophila warscewiczii
Cryosophila warscewiczii är en enhjärtbladig växtart som först beskrevs av Hermann Wendland, och fick sitt nu gällande namn av Harley Harris Bartlett. Cryosophila warscewiczii ingår i släktet Cryosophila och familjen Arecaceae. Inga underarter finns listade i Catalogue of Life.

## Bildgalleri

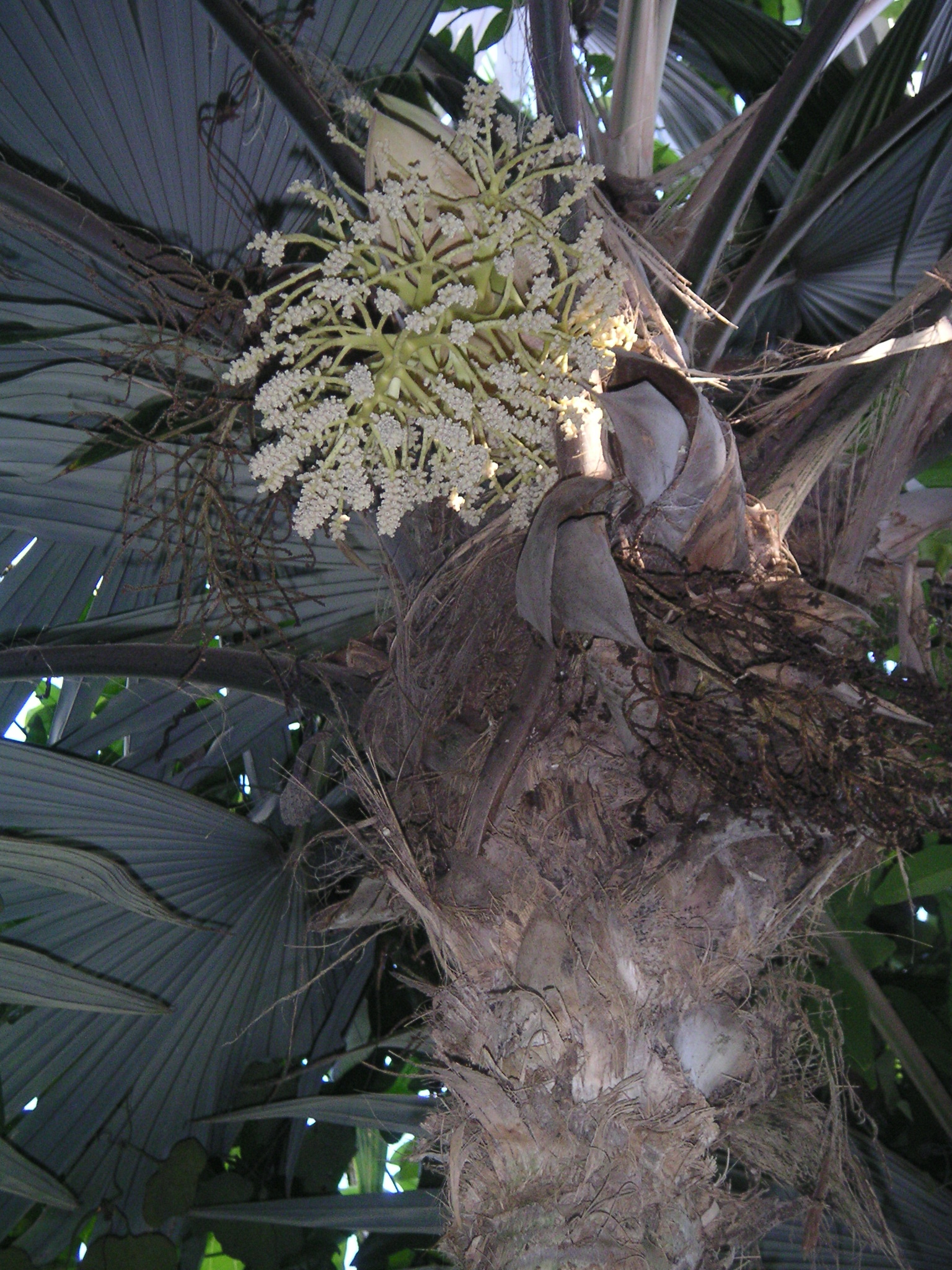